# André Lawrence
André Lauriault, dit André Lawrence ou André Laurence, né le 22 février 1939 à Montréal, est un acteur canadien. Il est le fils de Gaston Lauriault et Marie-Anna Maranda.

## Biographie
André Lawrence commence sa carrière comme photographe dans l'armée de l'air canadienne et se spécialise dans les photos aériennes. Il devient ensuite assistant dans le cinéma, puis commence à jouer au cinéma comme figurant, ce qui l'incite à se former pendant deux ans à l'École nationale du théâtre de Montréal. Il part en Europe et joue dans plusieurs films en Angleterre, en Italie et en France. Il obtient ensuite des rôles importants dans Le Chant du monde (1965), d'après Jean Giono, et Ce merveilleux automne (1969), avec Gina Lollobrigida.
C'est à la télévision française qu'il trouve son plus grand rôle : Thibaud, dans la série Thibaud ou les Croisades de France Bennys et Henri Colpi. Robert Mazoyer le réemploie dans la saga Les Gens de Mogador. Il joue également dans un épisode de la saison 5 de Columbo (Immunité diplomatique) en 1975, auprès de Sal Mineo.
Fin 1969, durant le tournage de l'émission Moi et l'autre (épisode : Lysistrata), il rencontre l'actrice et humoriste québécoise Dominique Michel, qui sera sa compagne durant 5 ans. En 1972, il enregistre un disque avec la chanteuse Valérie Kay : Moi, je l'aime. Le 9 juillet 1974, à la mairie du 8e arrondissement de Paris, il épouse France Molinier, cousine de Caroline Cellier, dont il divorcera quelques années plus tard.
André Lawrence ne trouve plus ensuite que des rôles mineurs et finit par se détourner de la carrière d'acteur pour se consacrer à la spiritualité.

## Filmographie

### Au cinéma
- 1962 : Sept Heures avant la frontière (Guns of darkness) d'Anthony Asquith
- 1963 : Vénus impériale de Jean Delannoy : Lucien Bonaparte
- 1964 : Trois Filles à Madrid (The Pleasure Seekers) de Jean Negulesco : Dr Andres Briones
- 1964 : Senza sole nè luna de Luciano Ricci
- 1964 : Sept à Thèbes (Sette a Tebe) de Luigi Vanzi : Diomède
- 1964 : Cyrano et d'Artagnan d'Abel Gance : le duc de Segorlie
- 1964 : Commando Grand Nord : sketch Groenland de Jean Dréville : Jean-Maurice Naleau (ou Nateau ?)
- 1965 : Le Chant du monde de Marcel Camus : Le Besson, Denis
- 1966 : BBC Play of the Month : Where Angels Fear to Tread : Gino
- 1969 : Ce merveilleux automne (Un bellissimo novembre) de Mauro Bolognini : Sasà
- 1970 : Viens, mon amour (Love in a Four Letter World) (titre français : Initiation d'une lycéenne) de John Sone : Walt
- 1971 : Y'a plus de trou à Percé (Loving and Laughing) de John Sone : Lucien Lapalme
- 1971 : Macbeth de Roman Polanski : Lennox
- 1972 : Tiens-toi bien après les oreilles à papa de Jean Bissonnette
- 1972 : La Course du lièvre à travers les champs de René Clément : le chef des gitans
- 1973 : J'ai mon voyage ! (titre pour la sortie en France : Quand c'est parti, c'est parti) de Denis Héroux : l'Indien
- 1976 : L'Année sainte de Jean Girault : le radio
- 1979 : De l'enfer à la victoire (Contro 4 bandiere) d'Umberto Lenzi : un chef résistant

### À la télévision
- 1968-1969 : Thibaud ou les Croisades (série) de France Bennys et Henri Colpi : Thibaud
- 1969 : Candice, ce n'est pas sérieux (apparition dans l'épisode 16)
- 1969-1970 : Moi et l'autre (série), épisode Lysistrata du 23 décembre 1969 : Patrick Desjardins
- 1972 : Les Gens de Mogador de Robert Mazoyer (série) : Frédéric Vernet
- 1972 : C'est toujours la même histoire : la cabane du skieur : le jeune hippie[4]
- 1973 : Karatekas and Co (série)
- 1973 : La Cloche tibétaine (série) : le radio Kervizic
- 1975 : Columbo (série), saison 5, épisode Immunité diplomatique : Youssef Alafa
- 1978 : La Filière (série télévisée) de Guy-André Lefranc : aviateur canadien, le commandant Pierre Dumont